# 中濱站

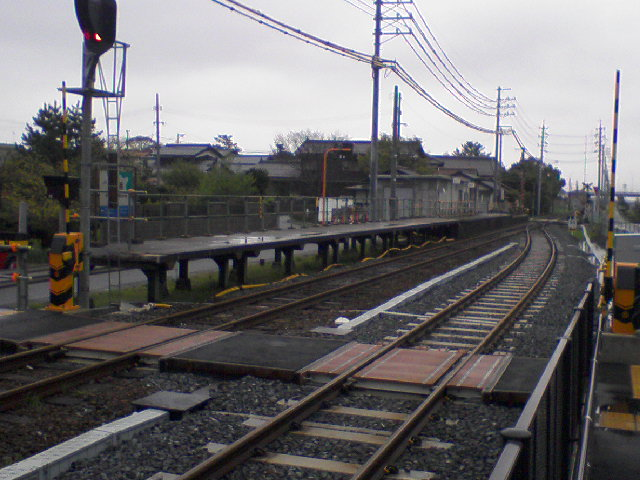
現時月台望向舊月台

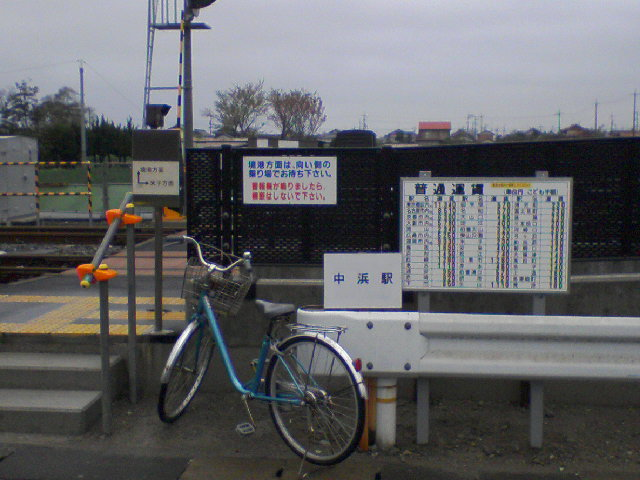
現時車站入口

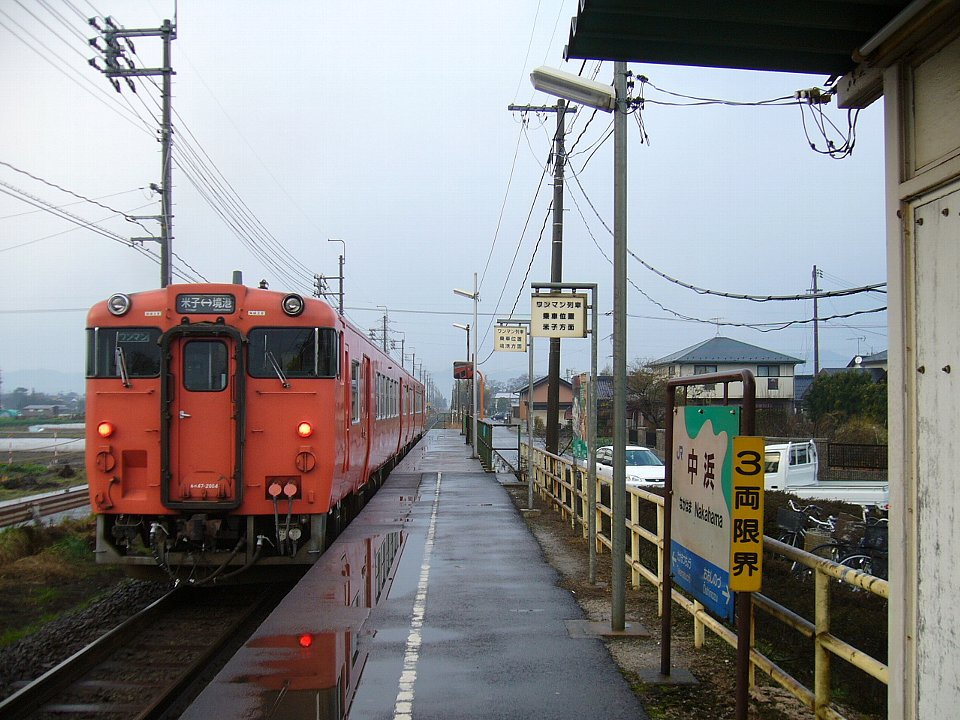
舊月台時代的中濱站

中濱站（日语：／ Nakahama eki */?）是位於鳥取縣境港市小篠津町字本角，西日本旅客鐵道（JR西日本）境線的車站。車站愛稱（妖怪）為牛鬼站。

## 歷史
- 1952年（昭和27年）7月1日 - 境線大篠津站（現時：米子機場站）至余子站之間新設此站。
  - 當時車站地址為鳥取縣西伯郡中濱村（日语：中浜村）小篠津字本角。
- 1954年（昭和29年）8月10日 - 隨著境港町成立，車站地址變為鳥取縣西伯郡境港町小篠津字本角。
- 1956年（昭和31年）4月1日 - 隨著境港町實施市制，成為境港市，車站地址變為鳥取縣境港市小篠津町字本角。
- 1987年（昭和62年）4月1日 - 伴隨國鐵分割民營化，車站由西日本旅客鐵道（JR西日本）營運。
- 2008年（平成20年）3月15日 - 隨著大篠津站的交會設備遷移至此站。此站向境港站方向遷移80米。
- 2013年（平成25年）2月28日 - 早上9時00分起，撒走了自動售票機。
- 2019年（平成31年) 3月16日 - 車載型IC出入閘機開始使用，此站開始可以使用IC卡「ICOCA」[1]。

## 車站構造
車站是一座地面車站，設有2面2線的相對式月台。此站是由米子站管理的無人車站，沒有車站大樓。月台靠近米子一方設有出入口。曾經此站設有自動售票機，現已撤走。兩月台之間設有站內平交道連接。
下行線雙方向均設置了出發訊號燈，因此該月台可折返往米子方向（但是現時沒有定期列車於中濱站折返）。在配線，上行線為直線，但是沒有上行方向出發訊號燈，因此不可向境港方向出發。
此站是臨時快速港快車停車站。
在設置交會設備前，此站只有1面1線月台，舊月台位於現時下行月台靠近米子一方。當時設有車站大樓與有蓋候車室。

### 月台
| 月台 | 路線 | 上下行 | 方向     |
| ---- | ---- | ------ | -------- |
| 1    | 境線 | 上行   | 米子方向 |
| 2    | 境線 | 下行   | 境港方向 |

站內設有月台編號牌，在車站遷移時設有通告通知乘客有關安排。另外，在運輸系統上，月台編號卻為掉轉（下行為「1號線」，上行為「2號線」）。

## 使用狀況
以下為近年一日平均上下車人次列表：
| 上下車人次變化 | 上下車人次變化 |
| 年度           | 1日平均人次    |
| -------------- | -------------- |
| 2011年         | 168            |
| 2012年         | 183            |
| 2013年         | 122            |
| 2014年         | 118            |
| 2015年         | 102            |
| 2016年         | 116            |
| 2017年         | 103            |
| 2018年         | 102            |

## 車站周邊
- 美保飛行場（米子機場） - 約900米，步行15分鐘。
在鄰站米子機場站（距離機場5分鐘步程）遷移前的大篠津站時代，此站最近米子機場。
- 境港中濱郵局
- 境港市立中濱小學
- 鳥取縣道47米子境港線（日语：鳥取県道47号米子境港線）
- 鳥取縣道271號米子機場線（日语：鳥取県道271号米子空港線）
- 鳥取縣道285號米子機場境港停車場線（日语：鳥取県道285号米子空港境港停車場線）

## 巴士
在車站西邊的一般道路上設有「中濱站」巴士站。
- 哈馬魯普巴士（日语：はまるーぷバス）
  - 生活路線（右回，左回）

## 相鄰車站
西日本旅客鐵道
 境線
米子機場－中濱－高松町

## 注腳
1. ↑   （页面存档备份，存于）（日語）
2. ↑  国土数値情報(駅別乗降客数データ)2011-2015年  （页面存档备份，存于）（日語） - 國土交通省，2019年7月4日參閲
3. ↑  国土数値情報　駅別乗降客数データ  （页面存档备份，存于）（日語） - 國土交通省，2020年9月13日參閲

## 外部連結
- 中濱｜車站資訊：JR出門網 - 西日本旅客鐵道（日語）